# Peginterferón alfa-2b

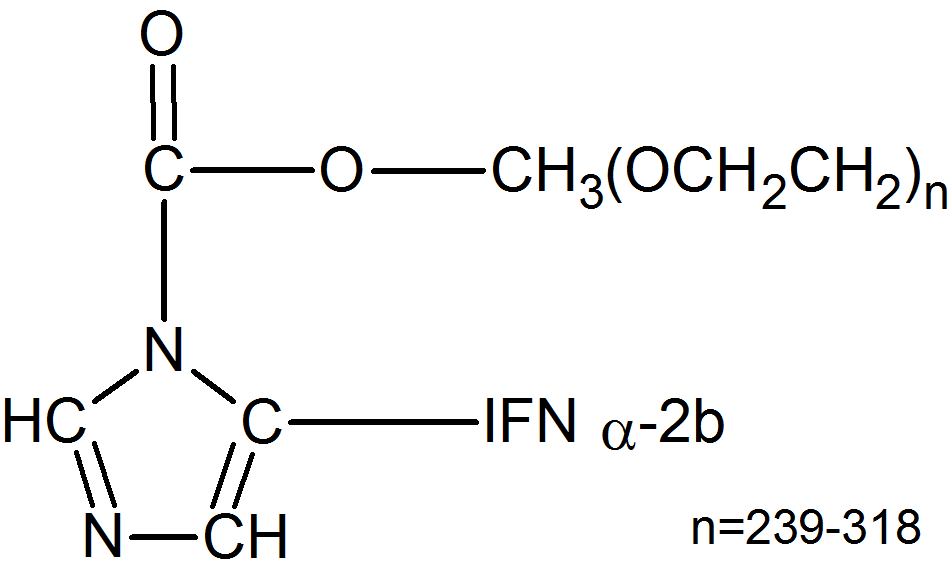
Estructura del peginterferón alfa-2b.

El peginterferón o interferón pegilado alfa-2b, que se vende con el nombre de PegIntron entre otros, es un medicamento que se usa para tratar la hepatitis C y el melanoma. Para la hepatitis C, se usa típicamente con ribavirina y las tasas de curación están entre el 33 y el 82%. Para el melanoma se utiliza junto a la cirugía. Se administra por inyección debajo de la piel.
Los efectos secundarios son comunes.  Pueden incluir dolor de cabeza, cansancio, cambios de humor, dificultad para dormir, pérdida de cabello, náuseas, dolor en el lugar de la inyección y fiebre. Los efectos secundarios graves pueden incluir psicosis, problemas hepáticos, coágulos sanguíneos, infecciones o latidos cardíacos irregulares. No se recomienda su uso con ribavirina durante el embarazo. El interferón pegilado alfa-2b se encuentra en la familia de medicamentos del interferón alfa. Está pegilado para proteger a la molécula de la descomposición.
El interferón pegilado alfa-2b fue aprobado para uso médico en los Estados Unidos en 2001. Está en la Lista de medicamentos esenciales de la Organización Mundial de la Salud, los medicamentos más efectivos y seguros que se necesitan en un sistema de salud. El costo mayorista en el mundo en desarrollo es de entre US$500 y 4.800 por 12 semanas.  En los Estados Unidos, esto cuesta aproximadamente US$8.400, mientras que en el Reino Unido, 12 semanas le cuestan al NHS aproximadamente £1595.

## Usos médicos
Se utiliza para tratar la hepatitis C y el melanoma. Para la hepatitis C se suele utilizar con ribavirina. Para el melanoma se utiliza junto a la cirugía.
Para la hepatitis C, también se puede usar con boceprevir, telaprevir, simeprevir o sofosbuvir.

### Factores genéticos del huésped
Para el genotipo 1, la hepatitis C tratada con interferón pegilado alfa-2a o interferón pegilado alfa-2b combinado con ribavirina, se ha demostrado que los polimorfismos genéticos cerca del gen IL28B humano, que codifican el interferón lambda 3, se asocian con diferencias significativas en respuesta al tratamiento. Este hallazgo, publicado originalmente en Nature, mostró que los pacientes con hepatitis C del genotipo 1 que portan ciertos alelos de variantes genéticas cerca del gen IL28B tienen más probabilidades de lograr una respuesta virológica sostenida después del tratamiento que otros. Un informe posterior de Nature demostró que las mismas variantes genéticas también están asociadas con el aclaramiento natural del virus de la hepatitis C genotipo 1. 

## Efectos secundarios
Los efectos secundarios comunes incluyen dolor de cabeza, cansancio, cambios de humor, dificultad para dormir, pérdida de cabello, náuseas, dolor en el lugar de la inyección y fiebre. Los efectos secundarios graves pueden incluir psicosis, problemas hepáticos, coágulos sanguíneos, infecciones o latidos cardíacos irregulares. No se recomienda su uso con ribavirina durante el embarazo.

## Mecanismo de acción
Uno de los principales mecanismos de PEG-interferón alfa-2b utiliza la vía de señalización JAK-STAT. El mecanismo básico funciona de tal manera que el interferón alfa-2b de PEG se unirá a su receptor, el receptor 1 y 2 de interferón alfa (IFNAR1/2). Tras la unión del ligando, la proteína Tyk2 asociada con IFNAR1 se fosforila, lo que a su vez fosforila a Jak1 asociada con IFNAR2. Esta quinasa continúa su transducción de señales mediante la fosforilación del transductor de señales y el activador de la transcripción (STAT) 1 y 2 a través de Jak 1 y Tyk2, respectivamente. Los STAT fosforilados se disocian luego del heterodímero receptor y forman un factor de transcripción de interferón con p48 e IRF9 para formar el factor 3 de transcripción lo que estimula al interferón (ISGF3). Este factor de transcripción luego se traslada al núcleo donde transcribirá varios genes involucrados en el control del ciclo celular, la diferenciación celular, la apoptosis y la respuesta inmune.
El PEG-interferón alfa-2b actúa como una citoquina inmunorreguladora multifuncional mediante la transcripción de varios genes, incluida la interleucina 4 (IL4). Esta citoquina es responsable de la inducción de células T helper de tipo 2 para convertirse en ayudantes de células T. En última instancia, esto resulta en la estimulación de las células B para que proliferen y aumenten su producción de anticuerpos. Esto permite una respuesta inmunitaria, ya que las células B ayudarán a señalar al sistema inmunitario que hay un antígeno extraño presente.
Otro mecanismo importante del interferón alfa de tipo I (IFNα) es estimular la apoptosis en líneas celulares malignas. Estudios anteriores han demostrado que el IFNα puede causar la detención del ciclo celular en líneas celulares U266, Daudi y Rhek-1.
Un estudio de seguimiento investigó para determinar si las caspasas estaban involucradas en la apoptosis observada en el estudio anterior, así como para determinar el papel de la liberación del citocromo c mitocondrial. El estudio confirmó que había escisión de caspasa-3, -8 y -9. Estas tres proteasas de cisteína juegan un papel importante en el inicio y activación de la cascada apoptótica. Además, se demostró que el IFNα indujo una pérdida en el potencial de membrana mitocondrial que resultó en la liberación del citocromo c de las mitocondrias.  Actualmente se están realizando investigaciones de seguimiento para determinar los activadores de la vía de la apoptosis rio arriba que son inducidos por el IFNα.

## Historia
Fue desarrollado por Schering-Plough. Merck lo estudió para el melanoma bajo la marca Sylatron.